# Lei de Crimes Ambientais
O meio ambiente ecologicamente equilibrado – dentro do qual estão inclusos o físico, o artificial, o do trabalho e o cultural – é um bem jurídico protegido pelo ordenamento interno, bem como por diversos tratados e convenções internacionais que foram ratificados pelo Brasil. Ele entrou para o rol de direitos fundamentais determinados pela Constituição de 1988 como um direito de terceira geração, sendo assim de titularidade coletiva. Cabe destacar que os direitos de terceira geração não se baseiam, como os demais, em uma atuação negativa ou positiva do Estado, mas são direitos em que há um dever de cuidado compartilhado entre ele e a sociedade civil.
A Lei 9.605/98, também conhecida como Lei dos Crimes Ambientais, foi criada durante o mandato do presidente Fernando Henrique Cardoso, em 1998, e foi responsável por determinadas modificações no Direito Ambiental Brasileiro. Muitas condutas as quais eram encaradas juridicamente apenas como contravenções foram, a partir da promulgação da Lei, tratadas como crimes. Além disso, a Lei dos Crimes Ambientais passou a prever a responsabilização penal de pessoas jurídicas e também estabeleceu quais seriam os atos lesivos ao meio ambiente e ao ecossistema, preocupando-se em proteger o patrimônio artístico-cultural, e estabelecer a maneira correta de responder pelas lesões, seja no âmbito penal ou administrativo.

## Crimes ambientais em casos concretos
Cabe ressaltar também que, além dos cuidados ambientais diretamente no que tange aos ecossistemas, à fauna e à vegetação protegidas pela Lei 9.605/98, esse dispositivo da Legislação Penal também visa proteger a saúde pública, o espaço urbano e o patrimônio artístico, histórico e cultural; tendo em vista que condutas danosas ao meio ambiente causam desequilíbrio climático e/ou prejuízos ao consumo no que tange aos recursos naturais essenciais para a manutenção da vida e da saúde populacional. Ademais, do art. 62 ao art. 65, a Lei tipifica penalmente algumas condutas prejudiciais ao patrimônio artístico, histórico e cultural.
Se, hipoteticamente, o incêndio no Museu Nacional do Rio de Janeiro, ocorrido no dia 2 de setembro de 2018, houvesse sido causado por um agente específico (seja ele pessoa física ou pessoa jurídica), e não por um acidente tangente à questão de infraestrutura do museu, o agente causador do incêndio poderia ser denunciado por alguma conduta prevista nesta lei, como no caso do art. 62, II: “destruir, inutilizar ou deteriorar: [...] II) arquivo, registro, museu, biblioteca, pinacoteca, instalação científica ou similar, protegido por lei, ato administrativo ou decisão judicial”.
Pode-se fazer uma análise da Lei 9.605/98, relacionando-a por exemplo ao caso Brumadinho, o qual se tratou de um rompimento de barragem na região do Córrego do Feijão, no estado de Minas Gerais. A tragédia deixou um rastro de destruição que consistiu em 259 mortos e 11 desaparecidos. Ademais das vidas perdidas, a catástrofe também acarretou a degradação de uma vasta área no município de Brumadinho devido à lama tóxica em virtude dos rejeitos acumulados de uma mina de ferro, e a poluição do rio Paraopeba, deixando a população local sobrevivente sem abrigo, sem água potável e sem alimentos. As perdas acarretadas pelo caso foram além de ambientais, também foram vitais e materiais.
A tragédia em Brumadinho mobilizou investigações e processos contra a Vale, tanto na Vara Cível quanto na Vara Criminal, visando estabelecer a apuração das perdas e danos, o ressarcimento dos afetados, e, na esfera penal, com base na lei de Crimes Ambientais, as penas incluiriam o pagamento de indenizações e multas. O caráter de crime culposo envolveria negligência, imprudência e imperícia. As multas às quais condenaram a Empresa Vale resultaram num montante de 349 milhões de reais. Além disso, no dia 29 de janeiro de 2020, cinco pessoas foram presas, suspeitas de terem responsabilidade pelo colapso da barragem. Segundo recomendação do Ministério Público de Minas Gerais, a Vale também teria a função de prestar serviços culturais à comunidade, sanção esta que foi suprida pela criação do Instituto Cultural vale, uma iniciativa auxiliada por diversos artistas como a escritora Heloísa Buarque de Hollanda e pelo presidente da Comissão de Auxílio Estratégico Luiz Eduardo Froes do Amaral Osorio. O Instituto Cultural da Vale tem a função de patrocinar projetos culturais ao redor do Brasil, como forma de responsabilizar a empresa pelos danos ao patrimônio artístico-cultural acarretados pela catástrofe. O Instituto foi criado em setembro de 2020.  

## Responsabilização penal da pessoa jurídica

### Contextualização histórica
A lei 9.605 de 1998 dispõe, como preconiza a ementa, “sobre as sanções penais e administrativas derivadas de condutas e atividades lesivas ao meio ambiente”. Foi com ela que se postulou algo já elaborado pela Constituição Federal, a responsabilidade penal de pessoas jurídicas - temática que desde a sua implementação dividiu opiniões.
O primeiro ponto importante para entrar nesse campo de discussão é entender mais sobre as pessoas jurídicas. Pode-se dizer que esse conceito é algo criado pelo próprio direito dentro das suas relações, recorrendo ao direito civil, “pessoas jurídicas podem ser conceituadas como sendo um conjunto de pessoas ou de bens arrecadados que adquirem personalidade jurídica própria por uma ficção legal”. Desse conceito extrai-se a ideia de que elas possuem a aptidão para adquirir direitos e deveres.
Inicialmente entende-se que essa aptidão estaria relacionada aos direitos e deveres da vida privada, tutelados pelo direito civil e distante do direito penal. Contudo, as pessoas jurídicas passaram a ser destinatárias também da lei penal quando a atual Constituição Federal inovou nessa discussão e, visando uma maior proteção ao meio ambiente, inseriu no ordenamento a responsabilidade penal da pessoa jurídica nos casos de crimes que violem o bem em questão. Para exemplificar,  o instituto se encontra no §3º do artigo 225 da Constituição:
Art. 225. Todos têm direito ao meio ambiente ecologicamente equilibrado, bem de uso comum do povo e essencial à sadia qualidade de vida, impondo-se ao Poder Público e à coletividade o dever de defendê-lo e preservá-lo para as presentes e futuras gerações.

[...]

§ 3º As condutas e atividades consideradas lesivas ao meio ambiente sujeitarão os infratores, pessoas físicas ou jurídicas, a sanções penais e administrativas, independentemente da obrigação de reparar os danos causados.
A responsabilização das pessoas jurídicas pode ter surgido com o Direito Canônico, principalmente porque nesse contexto se admitiu a responsabilidade penal de corporações e de coletividades, sendo elas punidas como cúmplices ou até mesmo como autoras principais de delitos. Anteriormente, no Direito Romano, algumas pessoas jurídicas - como os municípios e as universidades - eram consideradas titulares de direitos e obrigações, mas de maneira diferente das pessoas físicas, isso porque eram entidades consideradas como uma ficção que não deveriam ser responsabilizadas criminalmente. Com o advento da Revolução Francesa, posteriormente, o cenário mudou e os princípios passaram a se centralizar em uma ideia individualista, sob os quais se basearam os fundamentos para a construção do direito penal.

### Divergências sobre a Responsabilidade Penal da Pessoa Jurídica
Ultrapassando essa contextualização histórica, tem-se que a partir da inserção desse instituto no ordenamento jurídico brasileiro, houve uma grande divergência de pensamentos, que discutiam propriamente sobre a sua constitucionalidade, passando pela crítica a ideia de inovação até chegar a uma ineficiência na aplicação das penas.
De um lado, países anglo-saxões defendem a aplicação de sanções penais à pessoa jurídica e de outro, países com tradição romano-germânica não pactuam do mesmo entendimento, já que não aceitam a aplicação de penas à pessoa jurídica, apenas sanções de natureza civil e administrativa. Segundo L.A.S Brodt e G.S. Meneghin a primeira refere-se à ficção, desenvolvida por Savigny, a qual defende que as pessoas jurídicas possuem apenas existência meramente legal, ou seja, tem caráter fictício, incapazes de cometer delitos. Já a segunda, concebida por Otto Gierke, denominada de realidade, afirma que as pessoas jurídicas possuem personalidade real, dotadas de vontade própria capazes de cometerem crimes.
Os que entendem que a possibilidade de punição da pessoa jurídica no âmbito penal, não se trata de um simples capricho do legislador, encontram fundamento no fato de que os crimes ambientais quando praticados em benefício da pessoa jurídica, em grande parte, não são passíveis de se apurar a autoria. Nos casos possíveis de ultrapassar essa barreira, ainda se pode incorrer na causa de exclusão da culpabilidade definida no artigo 22 do Código Penal: “[...] estrita obediência a ordem, não manifestamente ilegal, de superior hierárquico”. A partir desse momento, as chances de se chegar ao superior hierárquico são mínimas. Além disso, os crimes ambientais, muitas vezes, justificavam o interesse de grandes empresas e multinacionais, ultrapassando a esfera da pessoa física.
Além da dificuldade de apurar a autoria do delito – por conta dessa grande divisão de competências existentes nas atuais organizações, com aparatos societários complexos e grande segmentação para a tomada de decisões – há ainda uma dificuldade em estabelecer um sujeito concreto. Não se pode ignorar o fato de que nessas empresas, muitas vezes, as decisões e condutas adotadas são frutos de etapas sucessivas e complementares por diversos setores e indivíduos, sem uma precisão de quem seria o responsável pela decisão que deu origem a certo fato criminoso.
Dessa forma, as pessoas jurídicas não são mera ficção, mas entes de existência real, portadoras de capacidade e vontade. Ademais a culpabilidade não se iguala a da pessoa física, já que, por esse ponto de vista, deve ser analisada sob um prisma social.
No mesmo sentido, pode-se entender que a intenção do legislador não foi única e exclusivamente a de punir, mas também de evitar o dano, como uma forma de precaução, visto que a sua reparação ao meio ambiente é difícil e por muitas vezes irreversível. Apesar de também visar a prevenção, a legislação não deixou de se preocupar com a reparação, determinando essa como uma das penas e também, a sua prévia, como forma de benefício para posterior definição da pena.
A maior divergência ocorre justamente no sentido de que a pessoa jurídica não tem vontade própria e por isso a impossibilidade de responder por danos ao meio ambiente na esfera criminal. Isso porque o Direito Penal brasileiro é fundamentado na ideia  de culpabilidade. Nessa perspectiva, alguns autores defendem que o nosso Código Penal, pela sua data de promulgação, já está defasado e, com o passar desses anos, deixou de se desenvolver, ao ponto que coube à Constituição aprimorar o ordenamento quando possibilitou a responsabilidade da pessoa jurídica em matéria de crimes ambientais.
A parcela dos doutrinadores que são contrários à tal responsabilização tem como integrantes Cézar Roberto Bitencourt e Zaffaroni.
A expressão “societas delinquere non potest”, cunhada pelo direito penal clássico, não admite a responsabilização da pessoa jurídica. Nesse sentido, a pena caberia apenas às pessoas físicas, como pactua René Ariel Dotti:
No sistema jurídico positivo brasileiro, a responsabilidade penal é atribuída, exclusivamente, às pessoas físicas. Os crimes ou delitos e as contravenções não podem ser praticados pelas pessoas jurídicas, posto que a imputabilidade jurídico-penal é uma qualidade inerente aos seres humanos.
Autores que se filiam a essa corrente, entendem que é impossível uma pessoa jurídica cometer crime, já que não é possuidora de consciência e de vontade. Na visão deles, há vedação constitucional da responsabilidade penal objetiva, que ninguém pode ser penalmente responsabilizado sem que tenha atuado em dolo ou em culpa. Afirmam também que a pessoa jurídica não possui imputabilidade, ou seja, capacidade de entendimento. Sendo assim, mesmo com os dispositivos legais trazidos pela Lei nº 9.605/98, rejeitam a condição de sujeito ativo de crime ambiental à pessoa jurídica. Além disso, trazem à tona o direito penal mínimo, já que, se tratando de pessoa jurídica, o Direito Administrativo poderia regular esse tipo de questão.
Ademais, há autores que apontam apenas uma aparência de modernização ao Direito Penal, mas que possui, no fundo, a base em um discurso antigo, fundado em um direito penal intervencionista. Além disso, afirmam que o fato dessa forma de criminalidade ser cometida por meio da empresa, não é suficiente para justificar esse instituto e ultrapassar a incompatibilidade dele com as características do Direito Penal, o qual é destinado à punição de condutas de alta gravidade com a existência de dolo, culpa e capacidade de compreender o seu caráter criminoso.

### A teoria da dupla imputação
Durante muito tempo o Superior Tribunal de Justiça interpretou a norma contida no art. 3.º da Lei 9.605/98 aplicando a tese da “dupla imputação.” Pelo Recurso Especial 889.528, extrai-se que essa teoria consiste na concepção de que  para que haja a responsabilidade penal da pessoa jurídica, seria necessário também a responsabilidade da pessoa física responsável pela conduta.
No entanto, o Supremo Tribunal Federal manifestou seu entendimento no sentido de que a pessoa jurídica pode ser responsabilizada penalmente independentemente da averiguação da responsabilização das pessoas físicas que as compõem.
Atualmente, tanto o STF como o STJ desconsideram a necessidade da dupla imputação da pessoa jurídica concomitante com a pessoa física em crimes ambientais. Apesar do precedente do STF ser a decisão mais atual sobre o tema, e possuir disposição constitucional, ainda não há um entendimento firmado entre alguns doutrinadores e os Tribunais Superiores.
Em 2013, uma decisão do Supremo Tribunal Federal (STF) trouxe importantes reflexões sobre a possibilidade de condenação de uma pessoa jurídica por crimes ambientais, até mesmo nos casos em que houve absolvição da pessoa física. Trata-se do Recurso Extraordinário n.º 548.181/PR, tendo como relatora a Ministra Rosa Weber.
Segundo os fatos apresentados pela relatora, o Ministério Público Federal (MPF) fez uma denúncia contra a Petrobrás, o presidente da empresa, Henri Philippe Reichstul, e o Superintendente da Refinaria Presidente Getúlio Vargas, Luiz Eduardo Valente Moreira, alegando crime ambiental previsto no art. 54 da Lei 9.605/98. Com a acusação que, em 2000, a Refinaria, juntamente com os denunciados teriam causado a poluição dos rios Barigui e Iguaçu com aproximadamente 4 milhões de litros de óleo cru, dizimando animais e destruindo a vegetação, considerado o maior desastre ambiental do Paraná e um dos maiores da história da Petrobrás e do Brasil. Além disso, deixaram de adotar medidas administrativas e de impor o manejo de tecnologias apropriadas para prevenir ou minimizar os efeitos catastróficos que uma falha técnica ou humana poderia provocar nesse tipo de atividade.
Art. 54. Causar poluição de qualquer natureza em níveis tais que resultem ou possam resultar em danos à saúde humana, ou que provoquem a mortandade de animais ou a destruição significativa da flora: Pena - reclusão, de um a quatro anos, e multa.
O presidente denunciado, impetrou habeas corpus, pedindo o trancamento da ação penal; em 2005, o STF apreciou o habeas e concedeu a ordem. O entendimento foi de que não foi devidamente demonstrado o envolvimento de Henri Philippe Reichstul na prática delituosa. O mesmo ocorre com Luiz Eduardo Valente, no qual o Supremo Tribunal de Justiça (STJ) concedeu habeas corpus, trancando a ação penal. Com isso, o entendimento do STJ era de que a ação penal não poderia prosseguir somente contra a pessoa jurídica. Aqui, percebe-se um entendimento voltado para a teoria da dupla imputação.
Tendo em vista este cenário, o MPF interpôs o Recurso Extraordinário no STF, trazendo como argumento que a persecução penal da pessoa jurídica não deveria estar condicionada a de pessoa física, pois isto não estaria de acordo com o art. 225, §3º, da CF. O STF, por maioria (Ministro Marco Aurélio e Ministro Luiz Fux divergiram da decisão), conhecendo parcialmente o Recurso Extraordinário, concedeu provimento e cassou o acórdão do Recurso Ordinário em Mandado de Segurança n.º 16.696. O entendimento foi de que, quando são condutas consideradas lesivas ao meio ambiente, tanto as pessoas físicas quanto jurídicas estão sujeitas às sanções penais e administrativas, e condicionar a persecução penal delas viola regra do CF.
Verifica-se que este julgado do STF diverge com a jurisprudência, até então pacificada, do STJ. Trazendo o entendimento, à luz da Constituição Federal de 1988, de que a responsabilização penal da pessoa jurídica pelo crime ambiental, não está condicionada à responsabilização da pessoa física.

### Penalidades aplicáveis às pessoas jurídicas
Um ponto sempre em pauta quando o assunto é responsabilização penal da pessoa jurídica, versa sobre a impossibilidade de aplicação de penas privativas de liberdade, característica do direito penal aplicável às pessoas físicas. Contudo, o Código Penal elenca, além das penas privativas de liberdade, as restritivas de direitos e a pena de multa. Segundo Fiorillo e Conte, “a Constituição Federal estabelece as espécies de penas aplicáveis, e em nenhum momento limita a responsabilidade penal à imposição de pena privativa de liberdade”.Sendo assim, a própria Constituição prevê penas alternativas, além do mais a Lei de Crimes Ambientais dispõe de sanções próprias aplicáveis às pessoas jurídicas.
A responsabilização penal destinada à pessoa jurídica, prevista no art. 21, dar-se-ia pela pena restritiva de direitos (art. 22), pela prestação de serviços à comunidade (art. 23) ou por pagamento de multa.
Nesse sentido, observando o art. 22, pode-se observar como as penas restritivas de direitos são aplicadas e qual a sua função na responsabilização penal por crime ambiental da pessoa jurídica:
Art. 22. As penas restritivas de direitos da pessoa jurídica são:

I - suspensão parcial ou total de atividades;
II - interdição temporária de estabelecimento, obra ou atividade;

III - proibição de contratar com o Poder Público, bem como dele obter subsídios, subvenções ou doações.
A lei dos crimes ambientais aponta que a suspensão das atividades será realizada conforme houver desacordo entre a realização dessas atividades e a proteção do meio ambiente. As obras, atividades e estabelecimentos também poderão ser interditadas e a empresa estará proibida de receber subsídios, subvenções ou doações que estejam vinculadas ao Poder Público, como forma de sanção de sua conduta prejudicial ao ecossistema e ao meio ambiente. Caso uma pessoa jurídica pratique uma conduta prevista como crime de acordo com o que está previsto nessa lei, ela perde os benefícios dos quais poderia usufruir, caso suas condutas não estivessem em desacordo com a proteção ambiental. A intenção do art. 22 da Lei aparenta ter caráter dissuasório, a fim de prevenir que a pessoa jurídica venha a praticar o crime devido à consequência de perder seus benefícios advindos do Estado, induzindo-a a permanecer vigilante e atenta às suas ações.
Por outro lado, é preciso também analisar como a sanção de prestação de serviço à comunidade seria aplicada nessa lei e qual o seu objetivo:
Art. 23. A prestação de serviços à comunidade pela pessoa jurídica consistirá em:

I - custeio de programas e de projetos ambientais;
II - execução de obras de recuperação de áreas degradadas;
III - manutenção de espaços públicos;

IV - contribuições a entidades ambientais ou culturais públicas.
Pode-se observar que o art. 23 intenciona que a pessoa jurídica responsável pela prática do crime ambiental repare os danos causados pela sua conduta, ou seja, tendo em vista a sua anterior lesão ao meio ambiente e/ou ao patrimônio cultural, a pessoa jurídica em questão terá, a partir de então, a função de “compensar” os males praticados e acarretados. Tratar-se-ia, portanto, do Direito Penal exercendo uma função de reeducação ambiental, impondo que, caso a pessoa jurídica tenha, por exemplo, poluído alguma área, ela agora repare esse dano injetando verba em programas responsáveis pelo cuidado para com o meio ambiente.
Caso a pessoa jurídica em questão tenha adotado uma conduta negligente que foi responsável por causar dano a alguma área, como no caso de Brumadinho, o qual podemos citar de exemplo, ou devastado algum percentual pertencente a uma floresta; será essa pessoa jurídica que recuperará o espaço degradado ou reflorestará a área de vegetação perdida, por exemplo.
Caso os crimes ambientais praticados afetem o patrimônio cultural regional, será função da pessoa jurídica contribuir financeiramente com entidades culturais públicas. A previsão de prestação de serviço comunitário tem a função de reparação dos danos ambientais e/ou culturais causados pela conduta criminosa, além de proteger ativamente o meio ambiente e promover, de maneira impositiva, essa reeducação ambiental da pessoa jurídica responsável.

### Requisitos da responsabilização penal da pessoa jurídica e a atuação do STJ
Como supracitado, a Lei 9.605/98 inseriu a noção de responsabilidade penal das pessoas jurídicas para crimes ambientais, na forma de heterorresponsabilidade. A autora Heloisa Estellita explica, de maneira muito perspicaz, esse modelo, em seu artigo “Levando a sério os pressupostos da responsabilidade penal de pessoas jurídicas” para a Revista de Estudos Criminais.
O artigo 3º da Lei de Crimes Ambientais foi o responsável por instituir a responsabilização penal das pessoas jurídicas através da atribuição (em detrimento da autorresponsabilidade), uma vez que preceitua que essas empresas enfrentarão os efeitos penais por força dos delitos executados pelas pessoas naturais que as comandam. Isso quer dizer que o que se analisa, no estabelecimento de consequências jurídico-penais às corporações, são os ilícitos praticados pelas pessoas naturais, e não os injustos próprios praticados pelas pessoas jurídicas. Segundo Estellita, importa enfatizar que tal imputação nunca pode ocorrer ao contrário, ou seja, das pessoas jurídicas para com as pessoas naturais. Essa asserção torna-se evidente na redação do artigo supracitado:
Art. 3º da Lei 9.605/98: “As pessoas jurídicas serão responsabilizadas administrativa, civil e penalmente conforme o disposto nesta Lei, nos casos em que a infração seja cometida por decisão de seu representante legal ou contratual, ou de seu órgão colegiado, no interesse ou benefício da sua entidade.  (GRIFO NOSSO)
Estellita informa, todavia, que o mesmo artigo dispõe de alguns pressupostos para a aplicabilidade da heterresponsabilidade no contexto da imputação penal. O primeiro deles refere-se a execução de delito penal ambiental por pessoa natural. Em sequência, exige-se que tal delito advenha de deliberação do órgão colegiado ou do representante legal ou contratual da empresa ou corporação – o que acaba por ligar a prática do delito com a pessoa jurídica, vez que prova que o crime perpassou os limites singulares do seu autor natural e, por consequência, alcançou a esfera da pessoa jurídica. E, por fim, o artigo 3º da Lei 9.605/98 cita a necessidade de que a deliberação em questão seja realizada no interesse ou benefício da entidade. Caso comprove-se o cumprimento de todos estes requisitos, a responsabilidade penal pode perpassar os limites da pessoa natural e alcançar a pessoa jurídica por atribuição.
O cumprimento adequado desses pressupostos para a responsabilização penal da pessoa jurídica é de vital importância para a manutenção do texto constitucional e o devido respeito aos preceitos democráticos. Assim, conforme citado por Antonio Moreno Boregas e Rêgo, autores como Luiz Flávio Gomes enfatizam a necessidade da dupla imputação no contexto dessa responsabilização, ao dispor que:
Pelo referido dispositivo é possível punir apenas a pessoa física, ou a pessoa física e a pessoa jurídica concomitantemente. Não é possível, entretanto, punir apenas a pessoa jurídica, já que o caput do art. 3º somente permite a responsabilização do ente moral se identificado o ato do representante legal ou contratual ou do órgão colegiado que ensejou a decisão da prática infracional. Assim, conforme já expusemos acima, não é possível denunciar, isoladamente, a pessoa jurídica já que sempre haverá uma pessoa física (ou diversas) co-responsável pela infração. Em relação aos entes morais, os crimes ambientais são, portanto, delitos plurissubjetivos ou de concurso necessário (crimes de encontro). (GRIFO NOSSO)
Disso tem-se que não há como tratar da responsabilização das pessoas jurídicas na esfera dos crimes ambientais, sem referir-se a crimes de encontro ou plurissubjetivos no que tange a dupla imputação das pessoas naturais e jurídicas. Heloisa Estellita vai mais além, no artigo supracitado, e conclui que é juridicamente impossível, no Brasil, responsabilizar diretamente as pessoas jurídicas pelas condutas descritas na Lei 9.605/98. Por conseguinte, todos os processos que consideram condutas ambientais ilícitas diretas da pessoa jurídica – sem abordar a pessoa natural que ensejou a decisão – devem ter sua improcedência atestada. Ou seja, cada vez que se busca responsabilizar uma corporação ou empresa, devem-se estabelecer explicitamente os delitos realizados no mesmo contexto pelas pessoas naturais que as comandam.
Com isso posto, Heloisa Estellita tece algumas críticas relacionadas ao posicionamento do Superior Tribunal de Justiça no que tange o descumprimento dos pressupostos de responsabilização penal da pessoa jurídica. A pesquisadora conclui que a jurisprudência do Tribunal ignorou, por diversas vezes, esses requisitos de imputação. Inicialmente ela cita as sentenças em que os relatores referem-se a crimes exercidos pela pessoa jurídica junto com a pessoa natural – como ocorre no Recurso Ordinário em Habeas Corpus n° 34.957 e no Habeas Corpus n° 56.210. Além disso, aborda os casos em que a jurisprudência cita unicamente os delitos da pessoa jurídica, sem nenhuma menção às pessoas naturais – como no RMS n° 56.073). Em ambas as situações há um desrespeito evidente ao primeiro pressuposto para responsabilização da pessoa jurídica na esfera dos crimes ambientais.
Existem ainda julgados do Superior Tribunal de Justiça que imputam delitos que não devem ser responsabilizados às pessoas jurídicas, seja por não cumprirem os pressupostos supracitados, seja por explicitarem excesso de exercícios atribuídos nas funções das corporações ou empresas. Assim, casos como o retratado no Recurso Ordinário em Habeas Corpus n° 71.019 representariam, segundo Heloisa Estellita, um flagrante desrespeito ao segundo pressuposto de responsabilização da pessoa jurídica na esfera dos crimes ambientais.
Todavia, importa citar que há outras teorias de responsabilização da pessoa jurídica, diversas a defendida pela autora Heloisa Estellita. Antonio Moreno Boregas e Rêgo explica no artigo “Responsabilidade Penal da Pessoa Jurídica”, por exemplo, que o Superior Tribunal de Justiça trata constantemente da Teoria da Personalidade Real, ao concluir pela não obrigatoriedade de responsabilização das pessoas naturais para a consequente penalização das pessoas jurídicas nos delitos ambientais. Sobre isso, ele recorda do exímio posicionamento de Gilberto Passos de Freitas, que acrescenta:
A denúncia poderá ser dirigida apenas contra a pessoa jurídica, caso não se descubra a autoria das pessoas naturais, e poderá, também, ser direcionada contra todos. Foi exatamente para isto que elas, as pessoas jurídicas, passaram a ser responsabilizadas. Na maioria absoluta dos casos, não se descobria a autoria do delito. Com isto, a punição findava por ser na pessoa de um empregado, de regra o último elo da hierarquia da corporação. [...] Pois bem, agora o Ministério Púbico poderá imputar o crime às pessoas naturais e à pessoa jurídica, juntos ou separadamente. (FREITAS, 2006, P.70) (GRIFO NOSSO)
Desse modo, conclui-se que a discussão acerca dos requisitos da responsabilização da pessoa jurídica é extremamente complexa. Há divergências explícitas entre alguns posicionamentos doutrinários e jurisprudenciais. Importa analisar ambos os argumentos e ponderar regras eficientes para os casos concretos. Isso porquanto, não manter uma interpretação fixa para o dispositivo do Art. 3º da Lei 9.605/98, pode implicar em instabilidade jurídica e, até, em última análise, abrir espaço para discricionariedade judicial.